# 張喬菲
張喬菲（1989年11月15日—）台灣演员、模特兒，出生於台灣台北市，輔仁大學大眾傳播系畢，父親為半導體光映科技的董事長。

### 單曲
| 年份 | 名稱           | 附註 |
| ---- | -------------- | ---- |
| 2017 | 《9487工具狗》 |      |